# Drago Jančar
Drago Jančar, slovenski pisatelj, dramatik, esejist, akademik * 13. april 1948, Maribor

## Življenje
Drago Jančar je dokončal osnovno šolo in Tehniško šolo za kemijsko stroko v Rušah. Vpisal se je na mariborsko Višjo pravno šolo, kjer je tudi postal glavni urednik študentskega lista Katedra. Zaradi »razširjanja sovražne kulture« so ga leta 1974 zaprli. Nekakšen povod za obtožnico je bila prepovedana knjiga Tomaža Kovača V Rogu ležimo pobiti, ki jo je Jančar prinesel iz Avstrije. Izgubil je službo pri časniku Večer in bil obsojen na zaporno kazen enega leta. Po skrbno napisani prošnji so ga čez 3 mesece izpustili, a so ga še istega leta poslali na služenje vojaškega roka v Srbijo. Ko je odslužil vojaški rok, se je odločil, da se bo ukvarjal samo še s pisateljevanjem. Ker pa to ni zadoščalo za mesečno plačo, se je ponovno zaposlil na Večeru, kjer pa je kmalu dal odpoved, ker je namesto pisanja člankov samo še lektoriral in korigiral. Preselil se je v Ljubljano in se zaposlil pri Viba filmu. Čez dve leti je družbo zapustil zaradi medsebojnih nesoglasij. Sprejel je delo urednika in tajnika Slovenske matice. Od takrat se je njegova pisateljska pot samo še vzpenjala. Med letoma 1987 in 1991 je bil predsednik Slovenskega centra PEN, v okviru katerega je tudi veliko pripomogel k slovenski osamosvojitvi.
Od leta 1981 do upokojitve leta 2016 je bil zaposlen pri Slovenski matici kot njen urednik in tajnik. 
Je eden izmed najbolj plodovitih slovenskih pisateljev. Znan je tudi kot esejist; v svojih esejih se je velikokrat ukvarjal tudi s problemi politike in civilne družbe. Skupaj z Vaskom Simonitijem je pripravil odmevno razstavo in zbornik Temna stran meseca, o značilnostih avtoritarne vladavine v Jugoslaviji po drugi svetovni vojni.
Drago Jančar je eden najbolj dejavnih sodobnih slovenskih pisateljev.

## Nagrade in priznanja
Prejel je večje število slovenskih in mednarodnih nagrad, med drugim Prešernovo nagrado za življenjsko delo (1993), evropsko nagrado za kratko prozo mesta Augsburg (1994), Herderjevo nagrado za književnost (2003) in nagrado Jean Amery za esejistiko (2007); trikrat je dobil tudi slovensko esejistično Rožančevo nagrado (kot prvoprejemnik 1993, nato še 1995 in 2006). Leta 2015 so mu v Evropskem parlamentu podelili naziv Državljan Evrope, Slovenska matica pa ga je 2017 razglasila za zaslužnega člana. Je tudi štirikratni dobitnik nagrade kresnik za romane Katarina, pav in jezuit, Zvenenje v glavi,To noč sem jo videl (katerega francoski prevod je 2014 prejel nagrado za najboljšo tujo knjigo in bil kandidiran za  francosko literarno nagrado femina, nemški prevod pa je bil razglašen za najboljšo knjigo po izboru avstrijskih kritikov na listi ORF in je bil po mnenju mesta Darmstadt v oktobru 2015 najboljša knjiga v Nemčiji) ter In ljubezen tudi (leta 2018). Leta 2020 je za svoj opus prejel avstrijsko državno nagrado za evropsko književnost, septembra 2021 tudi častni doktorat mariborske univerze in decembra istega leta na festivalu prozne ustvarjalnosti v Novem Sadu mednarodno nagrado Milovana Vidakovića. Aprila 2023 so mu podelili italijansko mednarodno literarno nagrado Latisana per il Nord-Est za italijanski prevod romana In ljubezen tudi.

### Romani
- Petintrideset stopinj (1974)
- Galjot (1978)
- Severni sij (1984)
- Posmehljivo poželenje (1993, 3. izdaja 2025)
- Zvenenje v glavi (1998)
- Katarina, pav in jezuit (2000)
- Graditelj (2006)
- Drevo brez imena (2008)
- To noč sem jo videl (2010)
- Maj, november (2014)
- In ljubezen tudi (2017)
- Ob nastanku sveta (2022)

### Kratka proza
Zbirke:
- Romanje gospoda Houžvičke (1971)
- O bledem hudodelcu (1978)
- Smrt pri Mariji Snežni (1985)
- Pogled angela (1992)
- Augsburg in druge resnične pripovedi (1994)
- Prikazen iz Rovenske (1998)
- Šala, ironija in globlji pomen (2004)
- Človek, ki je pogledal v tolmun (2004)

Izbori (nepopoln seznam):
- Ultima creatura : izbrane novele (1995)
- Joyceov učenec : deset izbranih novel (2008)
- Mnoga življenja : izbrane novele in kratke zgodbe (2018)

### Drame
- Disident Arnož in njegovi (1982)
- Veliki briljantni valček (COBISS) (1985)
- Vsi tirani mameluki so hud konec vzeli ...(1986)
- Daedalus (1988)
- Klementov padec (1988)
- Zalezujoč Godota (1988)
- Halštat (1994)
- Severni sij (2005)
- Lahka konjenica (2006)
- Niha ura tiha (2007)

#### Disident Arnož in njegovi
Zgodba pripoveduje o posamezniku, ki se upre totalitarnemu družbenemu sistemu, svoj pogled na usodo pa pojasnjuje z eksistencialističnimi načeli. Drama se odvija leta 1830, v času Metternichovega absolutizma, najverjetneje v Ljubljani, a jo je treba jemati kot parabolo, ki nakazuje na sodobnost. Jančar pri tem izhaja iz resnične življenjske zgodbe slovenskega duhovnika in oporečnika Andreja Smolnikarja, ki se je preselil v Ameriko. Tam pa se Arnožev individualizem sprevrže v obsedenost.

#### Veliki briljantni valček
Protagonist Simon Veber je zgodovinar, ki raziskuje življenje poljskega vstajnika Drohojowskega in se znajde v umobolnici posebnega tipa. V takšni, v kakršne so v Sovjetski zvezi zapirali oporečnike. Grozljiva dogajanja v tej ustanovi Jančar opiše s tehniko drame absurda.

#### Daedalus
Je zgodba o gradnji orjaškega socialističnega zapora, iz katerega ne bi nihče mogel pobegniti. Deadalus je zanj pripravil načrte, a ker se graditelji teh ne držijo in ne upoštevajo zakonov statike, se zgradba podira in polzi po hribu navzdol. Gradnja je metafora za polom celotnega idejnega projekta komunizma.

#### Klementov padec
Drama opisuje dejanja slovenskega filozofa in alpinista Klementa Juga, ki se je 1924. leta ponesrečil v severni triglavski steni. Protagonist je individualist, ki se upira meščanskim življenjskim vrednotam na tako skrajen način, da je njegov padec (nemara samomor) edini izhod.

#### Halštat
Kraj dogajanja je arheološko najdišče, kjer naj bi dramski junaki odkopavali kosti starodavnih Keltov. Vendar se skozi zgodbo ta možnost prične krhati, saj nemara ne gre za kosti Keltov, temveč za posmrtne ostanke iz masovnih povojnih pobojev domobrancev.

### Eseji
- Sproti: eseji in članki (1984)
- Terra incognita (1989)
- Razbiti vrč (1992)
- Na robu (1993)
- Egiptovski lonci mesa (1994)
- Upor bralcev (2001)
- Privlačnost praznine (2002)
- Brioni (2002)
- Duša Evrope (2006)
- Šala, ironija in globlji pomen (2006)
- Jakobova lestev (2009)
- Pisanja in znamenja (2014)
- Zakaj pisati: eseji in drugi zapisi (2024)

### Drugo
- Postaje: popotni zapiski, premisleki, zgodbe (2018)